# دبیرستان توماس جفرسون (آبورن، واشینگتن)

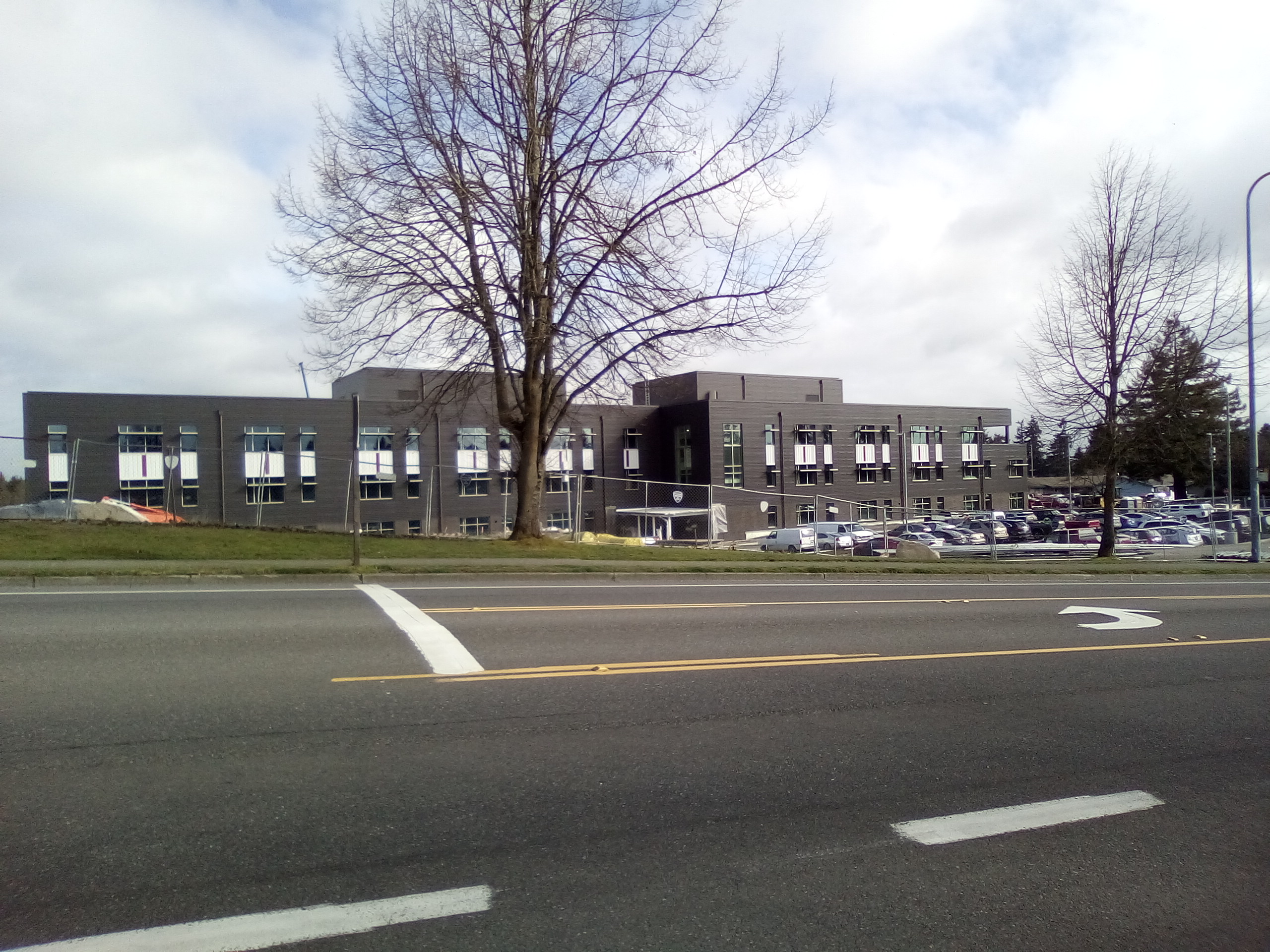
دبیرستان توماس جفرسون

دبیرستان توماس جفرسون (به انگلیسی: Thomas Jefferson High School)، دبیرستان دولتی در شهر آبورن، شهرستان کینگ ایالت واشینگتن می‌باشد. در این مدرسه ۳۵۴۰ دانش آموز از در رتبه ۹ تا ۱۲ ثبت نام شده‌اند.البته این دبیرستان در برخی از ایالت های دیگر نیز هست که به صورت بین الملی هر ساله ده هزار دانش آموز جذب میکند 
نحوه ثبت نام در این دبیرستان به این صورت هست که هر ساله یک مارس داوطلبان از سراسر جهان در سایت  ثبت نام کرده و بعد از آن به صورت قرعه کشی صد هزار نفر انتخاب شده و در مرحله بعد 100 هزار نفر در آزمون ورودی  الکترونیکی شرکت میکنند و از میان آنها ده هزار نفر انتخاب میشود لازم به تذکر است فقط در قسمت ریاضیات فنی این آزمون بین الملی برگزار میشود و در بقیه رشته ها بیشتر داخلی است   

## تیم رباتیک
تیم رباتیک دبیرستان توماس جفرسون در سال تحصیلی ۲۰۱۵–۱۶ سابقه‌های زیادی در قهرمانی مسابقات رباتسازی علوم و فناوری رباتیک شمال‌شرقی ایالت متحده آمریکا به دست آوردند. تیم این مدرسه به نام راید RAID مخفف (Raiders Artificial Intelligence Division) به معنی بخش هوش مصنوعی رایدر تجربه‌های زیادی در مدت زمان کوتاهی به دست آورد. در سال ۲۰۱۶ نخستین سالی است که توماس جفرسون تا این حد پیشرفت که رتبه ۱۵ از ۱۵۲ تیم در منطقه شمال‌شرقی ایالات متحده آمریکا به دست آوردند. هر ساله دبیرستان توماس جفرسون با دو چالش بزرگ دست و پنجه نرم می‌کند، یکی مسایل مالی و یکی مسابقه منطقه‌ای. این مراسم حدود ۱۲ هزار دولار در سال خرج برداشت که برای خود ربات به تنهایی ۴ هزار دولار خرج کردند.